# مجازر فويب

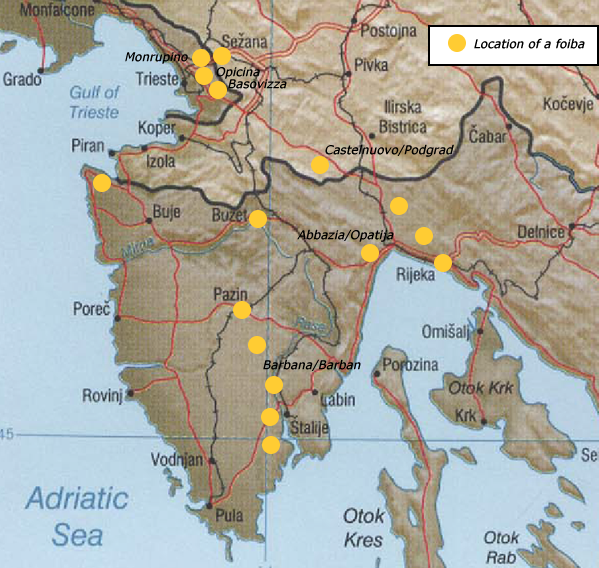

تشير «مذابح الفويب» أو فقط «الفويب» إلى عمليات القتل الجماعي خلال الحرب العالمية الثانية وبعدها، والتي ارتكبها أساسًا البارتيزان اليوغوسلاف (جيش التحرير الوطني) ضد المجموعات العرقية من السكان الإيطاليين، خاصة في فينيتسيا جوليا وإستريا ودالماسيا. يشير المصطلح إلى الجثث التي أُلقيت في الفويب (حفر طبيعية عميقة، استخدم المصطلح أيضًا لوصف مهاوي (أنفاق) المناجم (العمودية) وأشياء أخرى، والتي استخدمت لإخفاء الجثث).
بمعنى أوسع أو رمزي، استخدم بعض المؤلفين المصطلح لينطبق على جميع حالات الاختفاء أو القتل التي تعرض لها الشعب الإيطالي في الأراضي التي كانت تحتلها القوات اليوغوسلافية. استثنوا عمليات قتل «الفويب» المحتملة على أيدي أطراف أو قوات أخرى. وشمل آخرون الوفيات الناجمة عن الترحيل القسري للإيطاليين، أو أولئك الذين لقوا حتفهم أثناء محاولتهم الفرار من الأراضي المتنازع عليها.

## أًصل ومعنى المصطلح
اشتُق الاسم من سمة جيولوجية محلية، وهي نوع من الهبوط الأرضي العميق الكارستي تسمى فويبا (مفرد فويب). يشمل المصطلح بصورة موسعة القتل العمد و«الدفن» في تكوينات أخرى تحت الأرض، مثل باسوفيزا «فويبا»، وهو نفق لمنجم.
في إيطاليا، أخذ مصطلح فويب، بالنسبة لبعض المؤلفين والباحثين، معنى رمزيًا، بالنسبة لهم يشير بمعنى أوسع إلى جميع حالات الاختفاء أو القتل التي يتعرض لها الشعب الإيطالي في الأراضي التي كانت تحتلها القوات اليوغوسلافية. وفقًا للمؤلف راؤول بوبو:
«من المعروف أن غالبية الضحايا لم ينهوا حياتهم (بأنفسهم) في كهف كارست، ولكنهم لقوا مصرعهم على الطريق أثناء ترحيلهم، وكذلك في السجون أو في معسكرات الاعتقال اليوغوسلافية».
أدى الرعب الناجم عن عمليات الاختفاء والقتل هذه في نهاية المطاف إلى فرار غالبية الإيطاليين في إستريا ورييكا وزادار إلى مناطق أخرى من إيطاليا أو إقليم ترييستي المستقل.
أكد مؤلفون آخرون على أن السعي بعد الحرب وراء «حقيقة» فويب، كوسيلة لتجاوز (السمو فوق) المعارضة الفاشية /المعادية للفاشية وتعزيز الوطنية الشعبية، لم يكن للحفاظ على الجماعات اليمينية أو الفاشية الجديدة. كانت عمليات إعادة إحياء «ماضي السلاف» ورعب مجازر الفويب التي قامت بها مؤسسات الدولة، والأكاديميون، والمؤرخون الهواة، والصحفيون، والمشهد التذكاري للحياة اليومية، بمثابة خلفية لإعادة البحث حول الهوية الوطنية الإيطالية بعد الحرب. إن العدد التقديري للأشخاص الذين قُتلوا في ترييستي مختلف عليه، إذ يتفاوت بين المئات والآلاف.

## أحداث
أول المزاعم (المختلف عليها) بأن أشخاصًا أُلقيوا في حفر فويب يرجع تاريخها إلى عام 1943، بعد أن استعاد الفيرماخت المنطقة من البارتيزان. قام الألمان بإلقاء حوالي 70 شخصًا محليًا إلى حفر فويب ردًا على تفجير سينما كان يأتي إليها الجنود الألمان. ادعى مؤلفون آخرون أن الرهائن الـ 70 قُتلوا وأحرقوا في المعسكرات (بالألمانية: لاغر) النازية ريزييرا دي سان سابا، في 4 أبريل 1944.
العديد من الجثث التي عُثر عليها في حفرة باسوفيزا وفي حفرة فويب كورنيالي، وغرغار، وبلومين، وكومين، وسوكرب، وفالي (وادي) روساندرا، وكاسورانا، ولابين، وتينيان، وشيرينيزا، هيكي وغيرها كانت من أصل إيطالي. كتبت الباحثة كاتيا بيتزي أنه «على الرغم من الأدلة على أن الجنود الفاشيين قد استخدموا أيضًا حفر فويب كمقابر مفتوحة لمعارضي النظام، فإن استخدامها المشابه من جانب البارتيزان اليوغوسلافيين بدا مثيرًا للاستهجان العام، وما زاد ذلك التفاصيل المروعة للحادثة».

## أعداد الضحايا
ما زال عدد الذين قُتلوا أو تُركوا في حفر فويب أثناء الحرب وبعدها مجهولاً، من الصعب التأكد من الأرقام وهي قضية جدلية. تتراوح التقديرات بين المئات والعشرين ألف. تدعي الباحثة كاتيا بيتزي أنه «في عامي 1943 و1945، سُجن المئات، وربما الآلاف، من الإيطاليين، البارتيزان (المحاربون) والمدنيين، سُجنوا ومن ثم رُموا وهم على قيد الحياة من قبل البارتيزان اليوغوسلاف في هواة (فجوات) مختلفة في منطقة كارست والمناطق النائية ترييستي وغوريتسيا». وفقًا للبيانات التي جمعتها لجنة تاريخية سلوفينية إيطالية تأسست عام 1993، «تجلى العنف بشكل أكبر في المئات من عمليات الإعدام دون محاكمة (بإجراءات موجزة)، أُلقي أغلب الضحايا في الهوة كارست (فويب)، وفي ترحيل عدد كبير من الجنود والمدنيين، الذين إما ضاعوا أو قُتلوا أثناء الترحيل».
يقدر بعض المؤرخين، بمن فيهم راؤول بوبو وروبرتو سبزالي، العدد الإجمالي للضحايا بنحو 5000 ضحية، لكن مرة أخرى عارض كثيرون ذلك الرقم. قدّر المؤرخ الإيطالي غويدو روميتشي عدد الإيطاليين الذين أُعدموا أو ماتوا في معسكرات الاعتقال اليوغسلافية، ما بين 6,000 و11,000 شخص، في حين قدر ماريو باكور أنه بعد الهدنة، قُتل نحو 400-500 شخص في حفر فويب ورُحل نحو 4000 شخص، واللذين أُعدم الكثير منهم في وقت لاحق. وفقًا للبعض، فإن أحداث عام 1945 حدثت جزئيًا في ظل ظروف حرب العصابات التي قام بها البارتيزان الكروات والسلوفينيون ضد الألمان والجمهورية الإيطالية الاشتراكية والمتعاونين معهم من السلاف (الشيتنيك وأوستاس ودوموبرانشي(الحرس السلوفيني الرئيسي)) وبعد أن أُمنت المنطقة جزئيًا من قبل تشكيلات الجيش اليوغوسلافي.
لم يكن من الممكن انتزاع جميع الجثث من حفر الفويب، لأن بعضها يزيد عمقها عن مئات الأمتار، تحاول بعض المصادر تجميع قوائم بالمواقع وأعداد الضحايا المحتملة. في عام 1943 بين أكتوبر وديسمبر، تمكنت فرقة الإطفاء في بولا، وبمساعدة عمال المناجم، من استرداد ما مجموعه 159 ضحية من الموجة الأولى من عمليات القتل الجماعي من حفر فويب فاينز (بالإيطالية: فيسي) (84 جثة)، وحفر فويب تيرلي (26 جثة)، وحفر فويب تريغيليزا (جثتان)، وحفر فويب بوتشيكي (11 جثة)، وحفر فويب فيلا سوراني (26 جثة)، وحفر فويب كريغلي (بالإيطالية: كرييي) (8 جثث) وحفر فويب كارنيزا دارسيا (جثتان)، استُردت 44 جثة أخرى في نفس الفترة من منجمي بوكسيت (خام يصنع منه الألمنيوم) في ليندارو وفيلا باسوتي. كانت المزيد من الجثث مرئية، لكن لم تُسترد. بين نوفمبر 1945 وأبريل 1948، قام رجال الإطفاء ومغوريون (مستكشفي الكهوف) ورجال الشرطة بتفتيش الفويب وأنفاق المناجم في «المنطقة إيه» في إقليم ترييستي المستقل (المشمولة رئيسيًا في محيط ترييستي)، حيث عثروا على 369 جثة، واستُرجعت 95 جثة أخرى من المقابر الجماعية في نفس المنطقة. لم تجر أي عمليات تفتيش في «المنطقة بي» التي كانت تحت سيطرة يوغوسلافيا، أو في بقية مناطق إستريا.
اكتُشفت فويب ومقابر جماعية أخرى في الآونة الأخيرة، على سبيل المثال، اكتُشفت بقايا بشرية في فويبا إدريجيسكي لوغ بالقرب من إيدرييا في سلوفينيا، في عام 1998، عُثر على أربعة هياكل عظمية في فويبا بلاهوتي بالقرب من أوباتيا في عام 2002، في نفس العام، اكتُشفت مقبرة جماعية تحتوي على رفات 52 إيطاليًا و15 ألمانيًا في سلوفينيا، ولم تكن بعيدة عن غوريتسيا، في عام 2005، استُرجع رفات حوالي 130 شخص قتلوا بين أربعينيات القرن العشرين وخمسينيات القرن العشرين من أربعة حفر فويب تقع في شمال شرق إستريا.